# Midara balbalasanga
Midara balbalasanga är en fjärilsart som beskrevs av William Schaus 1928. Midara balbalasanga ingår i släktet Midara och familjen björnspinnare. Inga underarter finns listade i Catalogue of Life.